# Ульяновская область
Улья́новская о́бласть — субъект Российской Федерации, входит в состав Приволжского федерального округа. Административный центр — город Ульяновск.
Область на юго-востоке граничит с Самарской областью, на юге — с Саратовской областью, на юго-западе — с Пензенской областью, на западе — с Республикой Мордовия, на северо-западе — с Чувашской Республикой, на севере — с Республикой Татарстан.

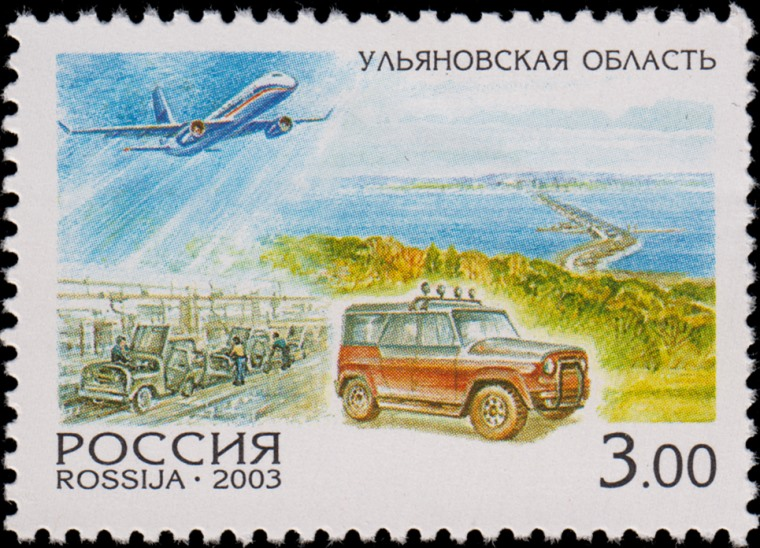
Почтовая марка, 2003 год. Ульяновская область.

Образована 19 января 1943 года Указом Президиума Верховного Совета СССР. Исторически области предшествовала Симбирская губерния, образованная в 1780 году.

## Физико-географическая характеристика

### География
Ульяновская область расположена на востоке Европейской части России, в Среднем Поволжье. С севера на юг область протянулась на 250 км (52° 31' — 54° 53' с. ш.), с запада на восток — на 290 км. (45° 48' — 50° 15' в. д.). Общая площадь региона составляет 37,2 тысячи км². По территории она занимает 59 место в России и последнее среди 8 регионов Поволжья. В Приволжском федеральном округе Ульяновская область по территории на 11 месте из 14 регионов.
Река Волга делит территорию области на возвышенное Правобережье и низменное Левобережье (Заволжье).

### Рельеф
Правобережная часть занята Приволжской возвышенностью (высота до 363 м) с выходящими к Волге Ундорскими, Кременскими и Сенгилеевскими горами. Поверхность левобережной части — полого-увалистая равнина.

### Гидрография
Ульяновская область имеет разветвлённую гидрографическую сеть. По её территории протекает 2030 рек, речек и ручьёв общей протяжённостью 10 294 км. Общий сток рек области за год в среднем составляет около 241,5 км³, 97,3 % которого приходится на реку Волгу.
Основная река — Волга (Куйбышевское и Саратовское водохранилища). Крупными реками являются: Сура, её протяжённость 841 км, Свияга — 375 км, Большой Черемшан — 336 км, Терешка — 273 км, Барыш — 247 км.

### Климат
Климат умеренно континентальный, с холодной зимой и жарким летом. Особенностью климата региона является короткая сухая весна. Осень в Ульяновской области, как правило, тёплая; снежный покров устанавливается во второй половине ноября. Самый холодный месяц — январь. Зима снежная с частыми перепадами температуры (атлантические циклоны сменяются арктическими воздушными массами и наоборот), длится с середины ноября до середины марта иногда в южных районах области в зимне-весенний период проходит ось Воейкова оказывающая влияния на местный климат. Средняя температура января −12 °C, июля +20 °C. Летняя погода устанавливается в середине мая. Лето, как правило, жаркое из-за влияния малоподвижных азиатских антициклонов. В июле, в среднем, 5 дней со среднесуточной температурой выше 22 °C. Осадков от 350 мм на юге области до 500 мм на северо-западе. Летом осадки выпадают неравномерно в виде ливневых и кратковременных дождей. В регионе нередки засухи. Вегетационный период длится около 180 дней.

### Природа
Почвы преимущественно выщелоченные чернозёмные и серые лесные, в левобережье Волги расположен крупный массив особенно плодородных тучных чернозёмов.
Леса занимают 1/4 территории. На северо-западе — крупные массивы дубовых лесов с участием липы, клёна; в Заволжье — луговые степи, отдельные сосновые боры.
Современная флора Ульяновской области насчитывает свыше 1700 видов сосудистых растений, из них более 400 адвентивных видов.
Красная книга Ульяновской области включает 219 видов сосудистых растений и 22 вида мхов.
Фауна Ульяновской области насчитывает 442 вида позвоночных животных, в том числе: 84 вида млекопитающих из 6 отрядов и 19 семейств, из них 34 вида из отряда грызуны, 17 видов из отряда хищные, 17 видов из отряда рукокрылые, 10 видов из отряда насекомоядные, 4 вида из отряда парнокопытные, 2 вида из отряда зайцеобразные; 275 видов птиц из 19 отрядов; 10 видов пресмыкающихся из 2-х отрядов; 10 видов земноводных из 2-х отрядов; 62 вида костных рыб и 1 вид круглоротых из 14 отрядов.
Фауну представляют лось, куница, лисица, белка, заяц-беляк, кабан, волк; пресмыкающиеся: ящерицы, уж, гадюка и др. Многочисленны водоплавающие и болотно-береговые птицы. В Куйбышевском водохранилище — лещ, судак, сазан, карась и др.
- На территории области находятся особо охраняемые природные территории (ООПТ)[15]: национальный парк «Сенгилеевские горы», Охранная зона государственного заповедника «Приволжская лесостепь», памятники природы «Ундоровский минеральный источник», «Реликтовые леса», остров «Борок», лесополоса Генко и др.
- На территории области находятся множество целебных источников и родников[16].

### Полезные ископаемые
Ведущее положение в структуре минерально-сырьевых ресурсов области занимают нефть (разведанные запасы составляют 42 млн т), стекольное, цементное (запасы мела, глин и диатомитов для производства цемента в регионе практически не ограничены, так разведано пять наиболее крупных месторождений мела для производства цемента с суммарными запасами 380 млн тонн, наиболее перспективные районы Ульяновской области — Сенгилеевский, Ульяновский, Майнский и Тереньгульский), кремнистое (запасы 50 млн т, крупные месторождения — Инзенское, Забалуйское) и карбонатное сырьё (запасы 12 млн т), а также сырьё для грубой керамики. Также в области выявлено и разведано 493 месторождения торфа с запасами 33,2 млн т.

## История

### Предыстория

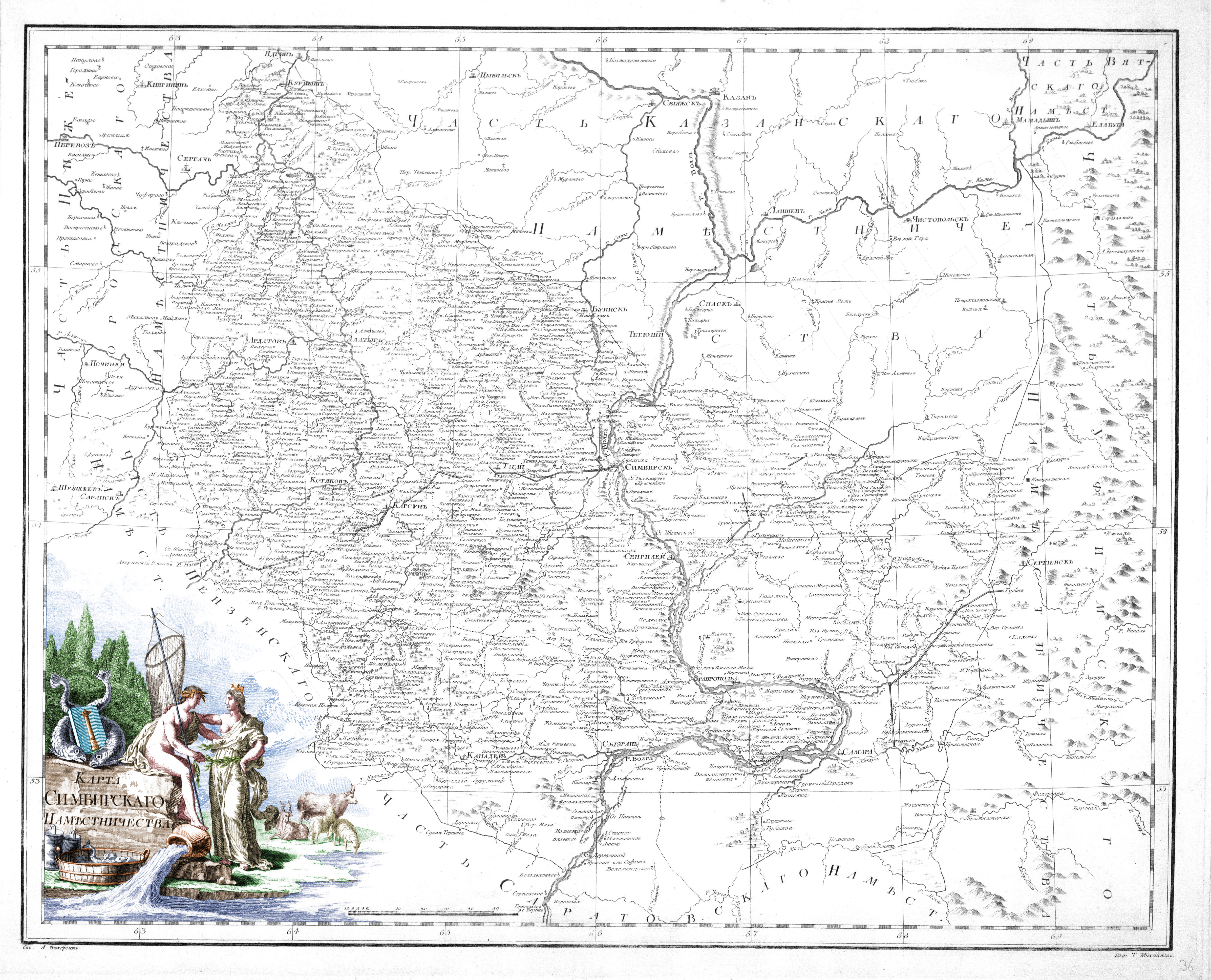
Карта Симбирского наместничества, 1780 год

Заселение Среднего Поволжья людьми по данным археологической науки произошло более 100 тысяч лет назад. О присутствии людских коллективов в Ульяновском Поволжье в эпоху палеолита свидетельствуют отдельные стоянки и местонахождения орудий из камня и кости, обнаруженные в устье реки Черемшан на полуострове Тунгуз, на побережье Волги в районе Ундоровского курорта.
В 1980-х годах археолог Галина Матвеева на раскопках в Ульяновской области Старомайнского городища выдвинула мнение, что представители именьковской культуры были славянами. Племена именьковской культуры занимали территорию от правого берега Нижней Камы до устья реки Самары, от среднего течения Суры до среднего течения реки Белой. Сейчас это Ульяновская область, Самарская область, Татарстан. Археологами найдено более 600 древних городищ и селений существовавших между III и VII веками нашей эры относящимися к именьковской культуре. Старомайнский археологический комплекс образуют памятники Старая Майна I, Старая Майна II, и Старая Майна VI).
По пришествии в Среднее Поволжье булгар, во второй половине VII века, памятники именьковцев исчезают. Считается, что часть именьковцев растворилась в булгарах, часть ушла на запад в междуречье Днепра и Дона, основав волынцевскую культуру и, смешавшись с существовавшими в этих местах с колочинской и пеньковской культурами, стали прародителями Киевской Руси. Волынцевская культура — археологическая культура раннего Средневековья (VIII—IX вв.), расположенная в междуречье Днепра и Дона. Носителями культуры считаются протосеверяне, по мнению В. В. Седова — преимущественно славянское население называвшееся вначале полянами, а позднее росами или русами.
В VIII—IX веках Ульяновское Поволжье вошло в состав Ранней Волжской Булгарии как союза кочевых тюркоязычных и оседлых угро-финских племён. После монгольского нашествия край входит в состав Золотой Орды.
В конце XIV — начале XV века после опустошительного набега среднеазиатского правителя Тамерлана началось запустение территории ульяновского Поволжья.
В 1438 году край вошёл в состав нового государственного образования — Казанского ханства. Из населённых пунктов этого периода известен аул Карсун. После уничтожения Казанского ханства войсками Ивана IV (Грозного) в 1552 году территорию Ульяновской области стали осваивать волжские казаки. Известны казачьи станицы в окрестностях городка Сенгилей.

### Симбирская черта
В конце 40-х годов XVII века, под общим руководством стольника Богдана Хитрово, началось строительство Карсунско-Синбирской засечной черты (1647—1654 гг). В 1648 году была заложена деревянная крепость Синбирск, во главе которой стоял воевода. А из слобод и пригородов участка Синбирской черты был образован Синбирский уезд.

### Симбирский уезд
Спустя 22 года после основания Симбирска городу пришлось выдержать осаду войск, руководимых Степаном Разиным.
Основная статья: Осада Симбирска и Битва на реке Кандарать
В XVIII веке в связи с расширением территории русского государства (в частности, в восточном направлении) интенсивно стали осваиваться и заселяться южные районы нынешней территории Ульяновской области, а сам Синбирск стал терять военно-стратегическое значение. Как следствие, в 1708 году военное ведомство было ликвидировано, и в состав Синбирского уезда вошёл Карсунский уезд, а сам уезд вошёл в состав Казанской губернии.
В 1717 году Синбирский уезд вошёл в состав Астраханской губернии.

### Симбирская провинция
В 1719 году из уезда была образована Синбирская провинция.
В 1728 году Синбирская провинция вновь вошла в состав Казанской губернии.
В 1767 году Синбирск посетила императрица Екатерина II. (См. статью: Путешествие Екатерины II по Волге)
В 1774 году в Синбирск доставили пленного Емельяна Пугачёва и допрашивали его со 2 по 6 октября. На допрос самозванца в Синбирск лично прибыл А. В. Суворов. 26 октября Пугачёв был отправлен из Синбирска в Москву.
См. статью: Симбирские портреты Емельяна Пугачёва

### Симбирское наместничество
В 1780 году Синбирск был переименован на Симбирск и стал губернским городом вновь учреждённого наместничества (губернии), в составе 13 уездов.

### Симбирская губерния
В 1796 году Симбирское наместничество реорганизовано в Симбирскую губернию.
В сентябре 1812 года для Отечественной войны, было создано Симбирское ополчение, начальником которой избран Д. В. Тенишев.
В Симбирске осенью 1833 года проездом в Оренбург останавливался великий русский поэт Александр Сергеевич Пушкин.
На протяжении всего XIX века и до революции в городе действовала ежегодная Сборная ярмарка, одна из крупнейших в Поволжье, её оборот в некоторые годы достигал 10 миллионов рублей. Привозили купцы в Симбирск мануфактурные товары, кожи, шерсть, лошадей, а вывозили хлеб и фрукты.
В 1864 году, 13 августа произошёл страшный пожар в Симбирске, который продолжался 9 дней. От города уцелела его четвёртая часть. Здание дворянского собрания и Карамзинская библиотека в нём, Спасский монастырь, 12 церквей, почтамт, все лучшие частные строения сгорели.
В Симбирске 22 апреля 1870 года на улице Стрелецкой родился Владимир Ильич Ленин.
22 апреля (4 мая) 1881 года в Симбирске родился политический деятель Керенский Александр Фёдорович.
В 1890 году начала работать первая электростанция губернии, стараниями мецената и общественного деятеля Николя Шатрова, где обеспечивала энергией суконную фабрику.
Советская власть в Симбирской губернии была установлена через полтора месяца после Октябрьской революции — 10 декабря 1917 года.
В 1918 году губерния оказалась в центре гражданской войны. В июле 1918 года Симбирск был захвачен войсками КОМУЧа под руководством генерала Каппеля. Но уже 12 сентября отбит большевиками, в результате чего в городе была восстановлена советская власть. Непосредственно взят «Железной дивизией», которую возглавлял красный комдив Гай.
B Симбирске некоторое время располагался штаб и Реввоенсовет Восточного фронта. Важное значение в обеспечении Красной армии боеприпасами играл Симбирский патронный завод.
В 1924 году Симбирск в память об уроженце города Владимире Ульянове (Ленине) переименован в Ульяновск, а губерния — Ульяновская губерния.

### Ульяновский округ
14 мая 1928 года Ульяновская губерния РСФСР упраздняется, а на её территории были образованы: Ульяновский, Мордовский (вначале Саранский), Сызранский округа.
Ульяновский округ, вместе с другими 9 округами, вошли в состав новообразованной Средне-Волжской области.
20 октября 1929 года Средне-Волжская область была преобразована в Средне-Волжский край.
29 июля 1930 года Ульяновский округ, как и другие округа, был упразднён. А все районы округа были напрямую подчинены Средне-Волжскому краю (в 1935 году был создан Куйбышевский край, а с 1936 года — Куйбышевской области).
С началом всеобщей Коллективизация в СССР, начались и политические чистки в регионах.
С началом Великой Отечественной войны в Ульяновск и в районы будущей области, находившиеся в тылу, эвакуируются предприятия, учреждения, население из западных регионов страны, из Москвы и Ленинграда. Ульяновский автомобильный завод (УАЗ) и Ульяновский моторный завод (УМЗ) возникли в 1941 году на базе эвакуированного московского ЗИСа. Осенью 1941 года на территории Сурского района, была сооружена часть Сурского рубежа обороны. В 1942 году в районах будущей области была построена Волжская рокада. И хотя в районах будущей области не было боевых действий, но вражеские бомбардировщики пытались взорвать жизненно необходимые объекты прифронтовой зоны. Так в Павловском районе в октябре 1942 года в районе Баклушинского сельского поселения немецкий бомбардировщик был протаранен истребителем Шутова Н. Ф.

### Ульяновская область
19 января 1943 года Указом Президиума Верховного Совета СССР была образована Ульяновская область с центром в городе Ульяновск, в которую вошли районы Куйбышевской области: Астрадамовский, Базарно-Сызганский, Барышский, Богдашкинский, Вешкаймский, Инзенский, Карсунский, Кузоватовский, Майнский, Мало-Кандалинский, Мелекесский, Николо-Черемшанский, Ново-Малыклинский, Ново-Спасский, Павловский, Радищевский, Сенгилеевский, Старо-Кулаткинский, Старо-Майнский, Сурский, Тагайский, Тереньгульский, Ульяновский, Чердаклинский районы и районы Пензенской области: Барановский и Николаевский.
14 декабря 1943 года были образованы Ишеевский, Жадовский районы.
11 февраля 1944 года был образован Тиинский район.
12 марта 1946 года был образован Игнатовский район.
2 ноября 1956 года были упразднены: Базарно-Сызганский, Барановский, Жадовский, Ишеевский, Игнатовский, Мало-Кандалинский, Николо-Черемшанский, Тагайский, Тиинский районы.
22 октября 1960 года был упразднён Астрадамовский район.
Указом Президиум Верховного Совета РСФСР № 741 / 84 от 1 февраля 1963 года районы области были разделены на сельские и промышленные районы. К промышленным районам отнесли: Инзенский (г. Инза, р.п. Базарный Сызган, Глотовка и Языково) и Сенгилеевский (г. Сенгилей, р.п. Красный Гуляй, Новоульяновск, Ишеевка и Цильна) промышленные районы. К сельским районам отнесли: Барышский, Инзенский, Карсунский, Майнский, Мелекесский, Николаевский, Новоспасский, Теренгульский, Ульяновский, Чердаклинский сельские районы. Были упразднены: Богдашкинский, Вешкаймский, Кузоватовский, Новомалыклинский, Новоспасский, Павловский, Радищевский, Старокулатинский, Старомайнский, Сурский районы.
Указом ПВС РСФСР от 4 марта 1964 года были образованы два сельских района: Старокулаткинский и Сурский.
Указом ПВС РСФСР от 12 января 1965 года разделение районов на промышленные и сельские были отменены. Были вновь восстановлены единые районы и в области стало 18 районов.
3 ноября 1965 года были образованы ещё два района: Вешкаймский и Цильнинский.

#### 1950—1960-е гг.
В 1950—1960-х годах в Ульяновской области были созданы новые промышленные предприятия (Ульяновский завод тяжёлых и уникальных станков (УЗТС, 1966 (ныне ССЗ), Ульяновский механический завод, Димитровградский научно-исследовательский институт атомных реакторов (ДНИИАР) и др.). К железнодорожному «Императорскому мосту» был пристроен автомобильный мост. Был построен аэропорт Ульяновск-Центральный в Ульяновске.

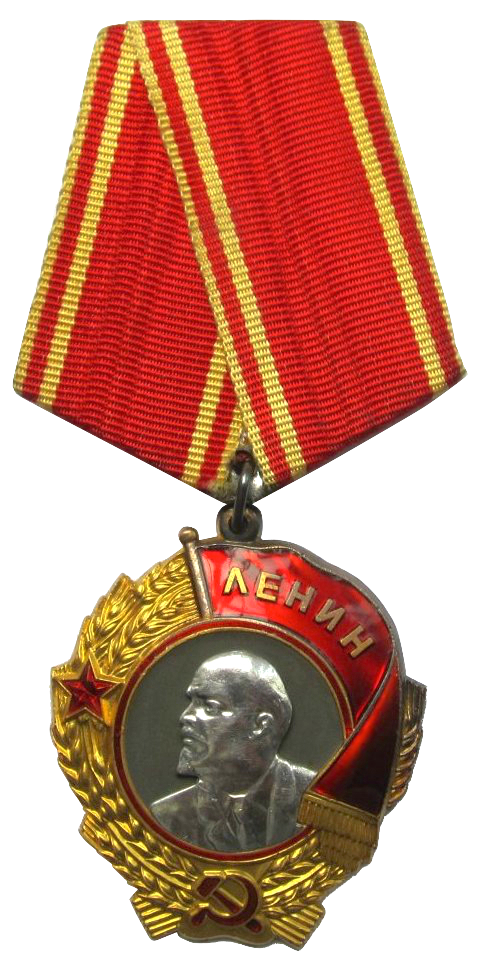
Орденом Ленина область была награждена 20.04.1966 г.

20 апреля 1966 года Указом № 4724-VI Президиума Верховного Совета СССР «за достигнутые успехи в развитии народного хозяйства» Ульяновская область была награждена орденом Ленина".
31 октября 1968 года вступил в строй Ульяновский кожевенно-обувной комбинат.
1 января 1969 года близ Инзы возведён завод по производству кизельгура — Инзенский завод фильтровального порошка (ныне Инзенский диатомитовый комбинат).
9 марта 1969 года за увеличение производства и заготовок продуктов животноводства, повышение продуктивности скота и птицы и рентабельное ведение животноводства за 1968 год, Ульяновской области присуждены переходящее Красное знамя Совета Министров РСФСР и ВЦСПС и денежные премии.
21 апреля 1969 года в Мелекессе открылся Международный симпозиум учёных стран СЭВ. В симпозиуме приняли участия учёные стран: НРБ, ВНР, ГДР, ПНР, СРР, ЧССР, СССР, СФРЮ. Открыл симпозиум начальник ГУ Госком по атомной энергии СССР Батуров Б. Б.
3 августа 1969 года облисполком принял решение «О проектировании нового города — Новоульяновска», одобрив проект № 1 генерального плана нового города Новоульяновска.
7 августа 1969 года в Мелекессе создан факультет лёгкой промышленности филиала УлПИ.
20 сентября 1969 года Ульяновскому областному комсомолу исполнилось 50 лет. По этому поводу Ульяновскому областному комитету ВЛКСМ вручено памятное Красное знамя обкома КПСС. На митинге выступили: секретарь ЦК ВЛКСМ Пастухов Б. Н., первый секретарь обкома КПСС Скочилов А. А. и первый секретарь обкома ВЛКСМ Горячев Ю.
24 декабря 1969 года СМ РСФСР и ВЦСПС по итогам соцсоревнования, за успешное проведение уборки урожая и сверхплановую продажу зерна в 1969 году, присуждены Ульяновской области, вторые денежные премии по 10 тысяч рублей.
В декабре 1969 года принят в эксплуатацию первая очередь завода Мелекесский завод кузовной арматуры, карбюраторов и вкладышей (ныне ДААЗ).

#### 1970-е гг.
16 апреля 1970 года Генеральный секретарь ЦК КПСС Леонид Брежнев торжественно открывает Ленинский Мемориал.
12 мая 1970 года в Большом зале Ленинского Мемориала, председателем СМ РСФСР Вороновым Г. И., Ульяновской области было вручено переходящее Красное знамя СМ СССР и ВЦСПС, присуждённое по итогам Всесоюзного социалистического соревнования в сельском хозяйстве за 1969 год.
17 января 1971 года вступила в строй первая очередь Ульяновской птицефабрики на 100 тысяч кур-несушек.
18 февраля 1971 года Ульяновская область стала победителем Всероссийского социалистического соревнования в 1970 году со вручением переходящего Красного знамени Совет Министров РСФСР и ВЦСПС и первая денежная премия присуждены за получение высоких урожаев подсолнечника, а 6 марта — за успехи в животноводстве.
5 июня 1971 года ряд районов области посетил член Политбюро ЦК КПСС, секретарь ЦК КПСС Суслов Михаил Андреевич.
30 декабря 1971 года принята в эксплуатацию первая очередь Мелекесской фабрики нетканых материалов.
12 мая 1972 года умер великий советский художник Пластов Аркадий Александрович (1893—1972). На похоронах в Прислонихе присутствовали министр культуры РСФСР Кузнецов Н. А., председатель правления Союза художников РСФСР Коржев Г. М., секретарь Академии художеств СССР Сысоев П. М.
15 июня 1972 года, постановлением ПВС РСФСР, город Мелекесс переименован в город Димитровград.
8 октября 1972 года в Ульяновске состоялась Областная выставка достижений народного хозяйства.
21 мая 1973 года в Димитровграде побывал председатель СМ РСФСР Соломенцев М. С., который побывал в НИИАР имени В. И. Ленина, автоагрегатном заводе имени 50-летия СССР, на строительстве Мелекесской бройлерной фабрики.
17 января 1974 года ЦК КПСС, СМ СССР, ВЦСПС и ЦК ВЛКСМ постановил признать Ульяновскую область победителем во Всесоюзном соцсоревновании за увеличение производства и заготовок зерна и других продуктов земледелия в 1973 году.
11 июня 1975 года в районах области побывал член Политбюро ЦК КПСС Суслов М. А.
18 октября 1975 года начал строиться Ульяновский авиационно-промышленный комплекс. Проектная стоимость 3,5 миллиарда рублей. Комплекс должен был состоять из трёх заводов: самолётного, приборного, агрегатного, а также КБ и аэродрома; размещён на площади 1,5 млн квадратных метров, с количеством работающих свыше 55 тысяч человек. Поначалу был засекречен, но затем, стал строиться как Всесоюзная комсомольская ударная стройка. Контингент строителей составлял: 25 % по оргнабору, 25 % из военно-строительных отрядов, 50 % заключённых.
21 апреля 1976 года по итогам Всероссийского социалистического соревнования 1975 года за развитие сети местных автомобильных дорог области присуждено переходящее Красное знамя СМ РСФСР и ВЦСПС с первой денежной премией.
17 мая 1977 года механизаторам области вручено переходящее Красное знамя СМ РСФСР и ВЦСПС.
21 мая 1978 года в Чердаклах открылся элеватор.
В сентябре 1978 года к Олимпиаде-80 на ДААЗе начали изготавливать брелоки с талисманом и памятные медали.
25-26 октября 1978 года в Ульяновске состоялось зональное совещание-семинар работников сельскохозяйственных органов Поволжского экономического района, обсудившее меры по дальнейшему подъёму животноводства. На котором выступил первый заместитель министра сельского хозяйства РСФСР Наумов В. И.
30 ноября 1979 года вступила в строй первая в мире атомная станция теплоснабжения на НИИАРе в Димитровграде.

#### 1980-е гг.
24 августа 1980 года из Димитровградских заводов — силикатно-бетонного и сборного железобетона, создан Димитровградский домостроительный завод.
29 августа 1980 года вновь в районах области побывал Суслов М. А.
6 февраля 1981 года Ульяновской нефтегазоразведочной экспедиции объединения «Волгокамскгеология», по итогам Всесоюзного социалистического соревнования за четвёртый квартал 1980 года, присуждены первое место и Красное знамя министерства геологии СССР и ЦК профсоюза отросли.
30 мая 1981 года в Димитровграде состоялась Всесоюзная конференция «Радиационная безопасность населения и защита окружающей среды в связи с эксплуатацией атомных электростанций», организованная министерством здравоохранения СССР, на котором выступил замминистра Бурназян А. И.
7 июня 1981 года по итогам соцсоревнования за лучшую постановку культурного обслуживания сельского населения в 1980 году, Ульяновской области присуждено переходящее Красное знамя СМ РСФСР и ВЦСПС.
11 июня 1982 года город Димитровград награждён орденом Дружбы народов.
17 декабря 1982 года в Ленинском Мемориале по случаю 60-летию образованию СССР, кандидат в члены ЦК КПСС, академик АН СССР, министр высшего и среднего специального образования СССР Образцов Иван Филиппович вручил области переходящее Красное знамя СМ РСФСР и ВЦСПС.
3 января 1983 года на Ташлинском карьерном управлении вступила в строй обогатительная фабрика — одно из крупнейших предприятий Союза, его продукцией питаются более 150 предприятий.
8 февраля 1983 года открылась первая очередь ордена Ленина Центра совместного обучения лётного, технического и диспетчерского персонала гражданской авиации стран-членов СЭВ (Центр ГА СЭВ).
4 мая 1983 года, за увеличение производства и заготовок продуктов животноводства и повышение продуктивности скота и птицы за первый квартал 1983 года, Ульяновская область признана победителем соревнования по Поволжской зоне и вручить переходящее Красное знамя СМ РСФСР и ВЦСПС с денежной премией.
5 мая 1983 года, за успешное выполнение планов строительства и реконструкции автомобильных дорог, улучшение их содержания и благоустройства в 1982 году, СМ РСФСР и ВЦСПС признали Ульяновскую область победителем во Всероссийском социалистическом соревнования, со вручением переходящего Красного знамени СМ РСФСР и ВЦСПС.
11 сентября 1983 года в южные районы области по магистральному газопроводу пришёл природный газ.
15 сентября 1983 года, в Большом зале Ленинского Мемориала, состоялось вручение Почётной грамоты ЦК КПСС, СМ СССР, ВЦСПС и ЦК ВЛКСМ, по итогам Всесоюзного социалистического соревнования за успешное проведение зимовки скота, увеличения производства и закупок продуктов животноводства в зимний период 1982—1983 года.
4 декабря 1983 года санаторий имени В. И. Ленина в Ундорах принял первых отдыхающих.
25 марта 1984 года Ульяновской области вручено переходящее Красное знамя СМ РСФСР и ВЦСПС за увеличение производства и закупок продуктов животноводства за 1983 год.

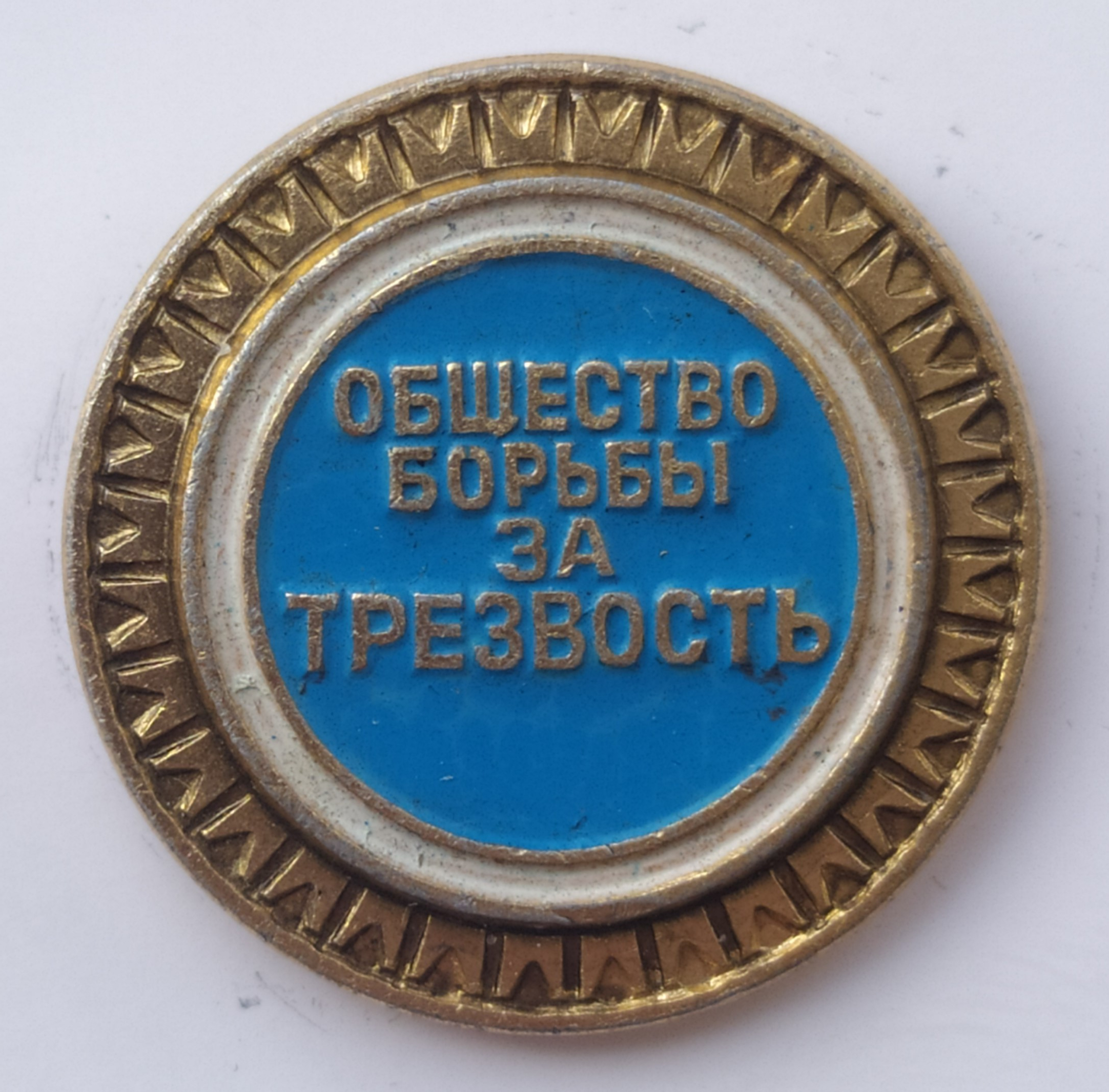
Значок «Общество борьбы за трезвость».

24-26 июня 1984 года в Ульяновской области пребывал председатель СМ РСФСР Воротников В. И.
17 мая 1985 года вышло постановление ЦК КПСС «О мерах по преодолению пьянства и алкоголизма», после которой в области развернулась антиалкогольная кампания под девизом «Трезвость — норма жизни». Повышены цены на алкоголь и дрожжи. Вскоре появились безалкогольные свадьбы, трёхразовая продажа алкоголя в неделю и спиртное по талонам. На предприятиях области стали создаваться клубы и общества по борьбе за трезвость. В области стали открываться Лечебно-трудовые профилактории (ЛТП) и было создано около ста зон трезвости, в которых прекращена продажа алкоголя.
23 июня 1985 года в обкоме КПСС прошло совещание по строительству моста через Волгу, на котором принял участие и выступил заведующий отделом строительства ЦК КПСС Ельцин Б. Н., затем он совершил поездку в Димитровград и Мелекесский район.
15 февраля 1986 года области вручено переходящее Красное знамя СМ РСФСР и ВЦСПС.
С февраля 1986 года начал строиться Президентский мост — совмещённый металлический двухъярусный балочный мост через реку Волгу (Куйбышевское водохранилище). Официальная церемония открытия первой очереди моста состоялось 24 ноября 2009 года.
26 апреля 1986 года произошла авария на Чернобыльской АЭС, последствия от которой оказались части территории области: Вешкаймского, Инзенского, Карсунского районов. Распоряжением Правительства РФ «Зона проживания со льготным социально-экономическим статусом»: «Ульяновская область. Вешкаймский район: Ховринский с/с, Белый Ключ; Инзенский район: Оськинский с/с, Оськино, Труслейский с/с, Дубенки (разъезд), Юлово; Карсунский район: Карсунский с/с, Пески».
Летом 1988 года в Берёзовском заливе Старомайнского района проходили изыскательные работы по строительству Ульяновской АЭС.
31 октября 1989 года вновь образован Базарносызганский район.

#### XXI век
20 июля 1993 года совместным решением малого Совета Ульяновского областного Совета народных депутатов и Главы администрации Ульяновской области № 171 была учреждена Золотая книга Почёта Ульяновской области, а 24 декабря 1994 года было принято решение о присвоение звания «Почётный гражданин Ульяновской области».

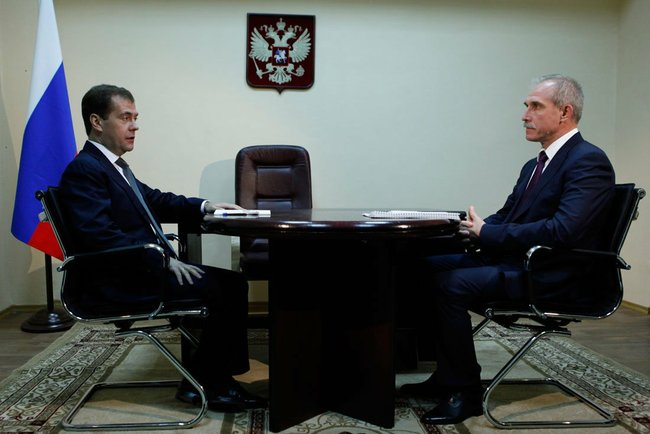
Встреча Д. Медведева с губернатором Ульяновской области С. Морозовым в Димитровграде (2011).

26 сентября 2011 года в Димитровграде побывал Президент РФ Д. А. Медведев и другие официальные лица.
26 декабря 2013 года были приняты символы области — Герб и Флаг Ульяновской области.
26 сентября 2017 года Банк России выпустил памятную десятирублёвую монету, посвящённую Ульяновской области.
2 августа 2019 года в райцентре Новоспасском прошло заседание областей Поволжья по вопросу ветеринарии.
12 февраля 2021 года Распоряжением Правительства Российской Федерации № 316-р в Старомайнском районе был образован новый населённый пункт — село Успенское.

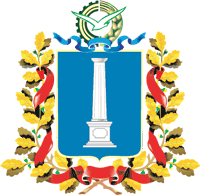
Герб Ульяновской области (1996 г.)
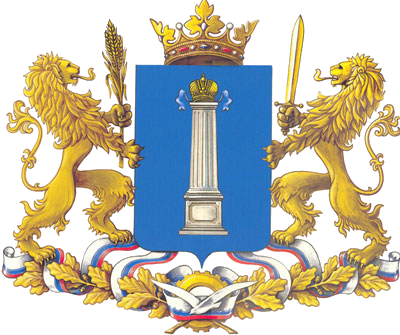
Герб Ульяновской области с 2004 по 2013 гг.
Герб Ульяновской области (с 2013).
Орден почётного гражданина Ульяновской области.
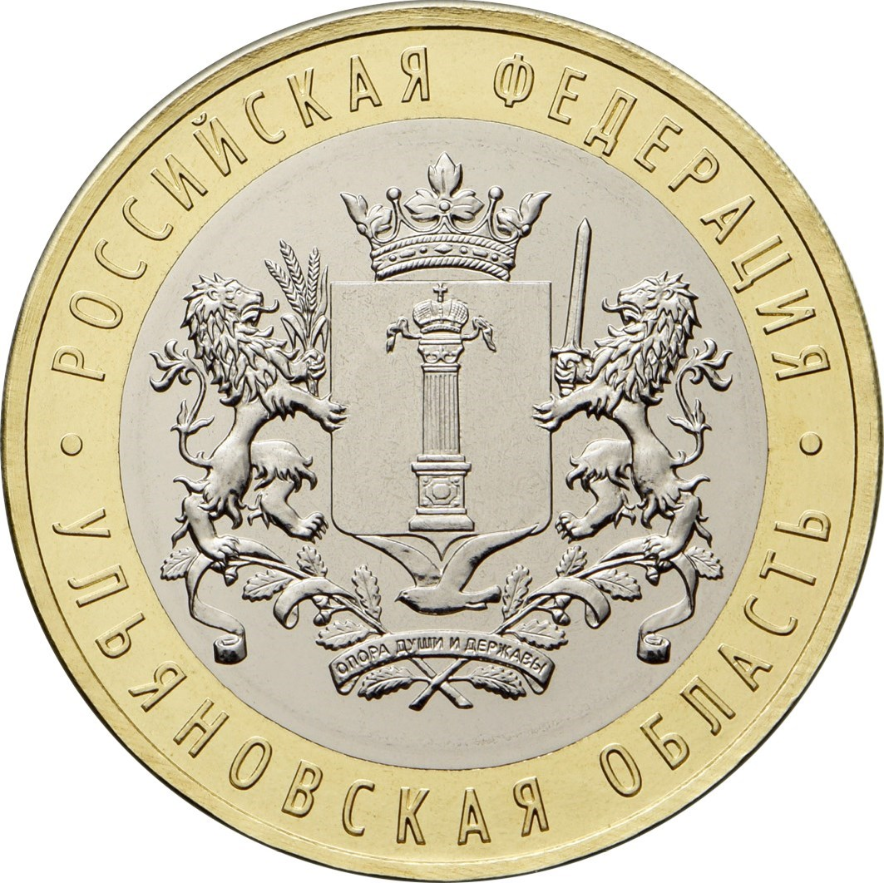
Изображение герба Ульяновской области на монете Банка России — 10 рублей, реверс, 2017 г.

## Административно-территориальное деление
Административным центром Ульяновской области является город Ульяновск.
Административно-территориальное устройство
Согласно Уставу Ульяновской области и Закону Ульяновской области № 126-ЗО от 3 октября 2006 г. «Об административно-территориальном устройстве Ульяновской области», субъект РФ включает следующие административно-территориальные единицы:
- 3 города областного значения
- 21 административный район, в том числе:
  - 3 города районного значения
  - 28 поселковых округов,
  - 112 сельских округов.

Муниципальное устройство
В рамках муниципального устройства области, в границах административно-территориальных единиц Ульяновской области всего образовано 167 муниципальных образований (по состоянию на 1 января 2016 года), в том числе:
- 3 городских округа
- 21 муниципальный район, в том числе:
  - 31 городское поселение,
  - 112 сельских поселений.

Границы (в виде картографического описания) и статус муниципальных образований определены Законом Ульяновской области № 043-ЗО от 13.07.2004 г. «О муниципальных образованиях Ульяновской области».
Города областного значения (городские округа) и районы (муниципальные районы)
| №  | Герб | Название                | Количество поселений | Населён- ные пункты | Площадь, км² | Население, чел. | Плотность населения, чел./км² | Административный центр |
| -- | ---- | ----------------------- | -------------------- | ------------------- | ------------ | --------------- | ----------------------------- | ---------------------- |
| 1  |      | город Ульяновск         | —                    | 26                  | 628,96       | ↗633 484        | 1007.19                       | Ульяновск              |
| 2  |      | город Димитровград      | —                    | 3                   | 103,00       | ↘108 804        | 1056.35                       | Димитровград           |
| 3  |      | город Новоульяновск     | —                    | 6                   | 253,67       | ↘16 618         | 65.51                         | Новоульяновск          |
| 4  |      | Базарносызганский район | 5                    | 32                  | 825,23       | ↘7640           | 9.26                          | Базарный Сызган        |
| 5  |      | Барышский район         | 9                    | 73                  | 2269,58      | ↘36 433         | 16.05                         | Барыш                  |
| 6  |      | Вешкаймский район       | 6                    | 38                  | 1435,50      | ↘15 103         | 10.52                         | Вешкайма               |
| 7  |      | Инзенский район         | 8                    | 67                  | 2020,15      | ↘26 980         | 13.36                         | Инза                   |
| 8  |      | Карсунский район        | 8                    | 45                  | 1768,60      | ↘20 361         | 11.51                         | Карсун                 |
| 9  |      | Кузоватовский район     | 6                    | 51                  | 2104,53      | ↘18 579         | 8.83                          | Кузоватово             |
| 10 |      | Майнский район          | 7                    | 64                  | 2306,00      | ↘20 486         | 8.88                          | Майна                  |
| 11 |      | Мелекесский район       | 8                    | 55                  | 3472,30      | ↘28 611         | 8.24                          | Димитровград           |
| 12 |      | Николаевский район      | 9                    | 59                  | 2084,27      | ↘22 121         | 10.61                         | Николаевка             |
| 13 |      | Новомалыклинский район  | 5                    | 32                  | 971,00       | ↘11 199         | 11.53                         | Новая Малыкла          |
| 14 |      | Новоспасский район      | 6                    | 42                  | 1301,10      | ↘20 616         | 15.85                         | Новоспасское           |
| 15 |      | Павловский район        | 6                    | 28                  | 1017,60      | ↘12 164         | 11.95                         | Павловка               |
| 16 |      | Радищевский район       | 5                    | 31                  | 1637,00      | ↘11 636         | 7.11                          | Радищево               |
| 17 |      | Сенгилеевский район     | 6                    | 31                  | 1349,03      | ↘18 664         | 13.84                         | Сенгилей               |
| 18 |      | Старокулаткинский район | 5                    | 24                  | 1180,00      | ↘10 161         | 8.61                          | Старая Кулатка         |
| 19 |      | Старомайнский район     | 7                    | 39                  | 2044,10      | ↘14 258         | 6.98                          | Старая Майна           |
| 20 |      | Сурский район           | 7                    | 62                  | 1680,70      | ↘15 109         | 8.99                          | Сурское                |
| 21 |      | Тереньгульский район    | 6                    | 44                  | 1756,30      | ↘15 168         | 8.64                          | Тереньга               |
| 22 |      | Ульяновский район       | 6                    | 56                  | 1273,00      | ↘34 505         | 27.11                         | Ишеевка                |
| 23 |      | Цильнинский район       | 8                    | 55                  | 1293,00      | ↘22 718         | 17.57                         | Большое Нагаткино      |
| 24 |      | Чердаклинский район     | 10                   | 43                  | 2442,30      | ↘38 645         | 15.82                         | Чердаклы               |
|    |      | Всего                   | 143                  | 1006                | 37 216,92    | 1 257 621       | 33,82                         |                        |

## Населённые пункты
В Ульяновской области статус города имеют 6 населённых пунктов, из них 3 — областного подчинения, 29 посёлков городского типа, 326 сельских и поселковых администраций (2010).

### Населённые пункты с численностью населения свыше 10 тысяч жителей
- Ульяновск — 627,7 тысяч жителей
- Димитровград — 108,1
- Инза — 16,3
- Барыш — 14,9
- Новоульяновск — 13,7
- Чердаклы — 12,1
- Новоспасское — 10,8
- Ишеевка — 10,4

## Население
Численность населения области по данным Росстата составляет 1 165 334 чел. (2025). Плотность населения — 31,34 чел./км² (2025). Городское население — 
78,49 % (2022).

### Национальный состав
Согласно Всероссийской переписи населения 2010 года, национальный состав области следующий:
- Русские — 901 272 (73,6 %)
- Татары — 149 873 (12,2 %)
- Чуваши — 94 970 (7,8 %)
- Мордва — 38 977 (3,2 %)
- Украинцы — 10 484 (0,9 %)
- Азербайджанцы — 4649 (0,4 %)
- Другие национальности — 20 164 (1,9 %)

## Здравоохранение
В регионе Ульяновская область по данным, доступным на 2018 год, ежегодно регистрируется:
- 1576 больных с диагнозом ВИЧ-инфекции;
- 5491 больных с диагнозом злокачественного новообразования, то есть страдающих различными раковыми заболеваниями. Данная категория населения получает современное и эффективное лечение в лучших клиниках региона;
- 785 пациентов с заболеванием туберкулёза;
- 242 больных, лечащихся от наркомании;
- 2105 человек с заболеванием алкоголизма;
- 97 больных с диагнозом сифилиса[45].

Областные медицинские учреждения
- Областной кардиологический диспансер;
- Областной клинический кожно-венерологический диспансер;
- Ульяновский областной клинический онкологический диспансер;
- Областная станция переливания крови;
- Областной центр по профилактике и борьбе со СПИД и инфекционными заболеваниями;
- Ульяновская областная детская клиническая больница имени Ю. Ф. Горячева;
- Ульяновская областная клиническая больница;
- Ульяновская областная клиническая наркологическая больница;
- Ульяновская областная клиническая психиатрическая больница имени В. А. Копосова;
- Ульяновский областной противотуберкулёзный диспансер;
- Ульяновский областной хоспис;
- Федеральный Высокотехнологичный центр Медицинский центр Радиологии (Димитровград);
- Перинатальный центр «Мама».

В области находятся санатории: Ундоровский санаторий имени В. И. Ленина (Ундоры), «Дубки» (Ундоры), Белоярский санаторий (Старый Белый Яр), санаторий «Солнечная поляна» (Чердаклинский район), «Прибрежный» (Белое Озеро) и другие.

## Власть
В период с 1918 по 1990 гг. руководили губернией, областью — первые секретари губкома, обкома РКП (б) (1918—1925), ВКП (б) (1926—1952), КПСС (с 10.1952—1991) и председатели губисполкома, облисполкома.
| Первые секретари губкома РКП(б), ВКП(б) | дата        | Председатели губисполкома                                 | дата      |
| --------------------------------------- | ----------- | --------------------------------------------------------- | --------- |
| Крымов Михаил Дмитриевич                | 1917—1918   | Ксандров Владимир Николаевич                              | 1917—1918 |
| Варейкис Иосиф Михайлович               | 5.1918—1920 | Гимов Михаил Андреевич (с фев. по май — первый секретарь) | 1918—1921 |
| Каучуковский Григорий Данилович         | 1920—1921   | Самохвалов Александр Степанович                           | 1921      |
| Стэн Ян Эрнестович                      | 1921        | Рейн Рихард Петрович                                      | 1921—1923 |
| Беляев Пётр Васильевич                  | 1921        | Теплов Николай Павлович                                   | 1923—1924 |
| Мещеряков Владимир Николаевич           | 1921—1922   | Хахарев Константин Григорьевич                            | 1924—1925 |
| Попов Аркадий Васильевич                | 1922—1925   | Рыбочкин Иван Фёдорович                                   | 1925—1928 |
| Верстонов Фёдор Иванович                | 1925—1928   |                                                           |           |

В 1928 году Ульяновская губерния была преобразована в Ульяновский округ (упразднён в 1930), вошедший в состав Средне-Волжской области (до 1929), Средне-Волжского края (до 1935), Куйбышевского края (до 1936), Куйбышевской области (до 1943).
| Первые секретари обкома КПСС             | дата      | Председатели облисполкома            | дата      |
| ---------------------------------------- | --------- | ------------------------------------ | --------- |
| Терентьев Иван Николаевич                | 1943—1949 | Киселёв Кузьма Венедиктович          | 1943      |
| Бочкарёв Александр Панкратьевич          | 1949—1952 | Евсеев Евгений Александрович         | 1943—1945 |
| Скулков Игорь Петрович                   | 1952—1958 | Семикин Николай Васильевич           | 1945—1947 |
| Яковлев Иван Дмитриевич                  | 1958—1961 | Флорентьев Леонид Яковлевич          | 1947—1948 |
| Скочилов Анатолий Андрианович            | 1961—1977 | Чернышёв Михаил Александрович        | 1949—1952 |
| Васильев Владимир Петрович (по промышл.) | 1963—1964 | Баранов Алексей Алексеевич           | 1952—1953 |
| Кузнецов Иван Максимович                 | 1977—1983 | Алфёров Павел Никитович              | 1953—1954 |
| Колбин Геннадий Васильевич               | 1983—1986 | Серёгин Иван Михайлович              | 1954—1961 |
| Самсонов Юрий Григорьевич                | 1987—1990 | Васильев Владимир Петрович           | 1961—1963 |
| Горячев Юрий Фролович                    | 1990—1991 | Праведнов Виктор Фёдорович (промыш.) | 1963—1964 |
| Баландин Евгений Степанович              | 1991      | Кохов Николай Иванович (сельский)    | 1963—1964 |
|                                          |           | Васильев Владимир Петрович           | 1964—1978 |
|                                          |           | Кузьмичёв Владимир Семёнович         | 1978—1982 |
|                                          |           | Большов Александр Михайлович         | 1982—1987 |
|                                          |           | Горячев Юрий Фролович                | 1987—1990 |
|                                          |           | Казаров Олег Владимирович            | 1990—1992 |

### Новое время
и Список руководителей симбирско-ульяновского региона
В 1990 году введена должность Президента СССР, в 1991 году — Президента РСФСР, а руководящая роль КПСС упразднена.
Руководством областью от первого секретаря обкома КПСС перешла к Председателю областного Совета народных депутатов, которым 4 апреля 1990 года, тайным голосованием, был избран:
- Горячев Юрий Фролович (с 1990 по 1992[60]);
- Разумов Владимир Логинович (с 1992[61] по 1993[62]);

Ввиду событий вокруг ГКЧП, 23 августа 1991 года Президент РСФСР издал Указ № 78 об отстранении Казарова О. В. от обязанности председателя облисполкома народных депутатов. Но уже Указом от 28 августа 1991 года приостановил это решение.
31 августа 1991 года вышло распоряжение Президента РСФСР «О представителях Президента РСФСР», по Ульяновской области представителем Президента назначен Ступников Георгий Иванович.
16 октября 1991 года Указом Президента РСФСР № 144 была введена должность Полномочного представителя президента РСФСР по Ульяновской области, им стал Ступников Георгий Иванович (16.10.1991 — 23.12.1994), Сараев Борис Андреевич (24.01.1995 — 18.06.1997), Сычёв Валерий Александрович (31.07.1997 — 29.01.2000). Указом Президента РФ № 849 от 13.05.2000 г., этот институт преобразован в Полномочный представитель президента в федеральном округе.
24 октября 1991 года вышел Указ Президента РСФСР № 154 о назначении Малафеева Валентина Васильевича Главой администрации Ульяновской области. Но уже Указом № 165 от 2 ноября 1991 года приостановил это решение.
9 января 1992 года введена должность Главы администрации Ульяновской области, на которую, Указом Президента РФ, исполняющим обязанностями с 10 января 1992 года назначен Горячев Ю. Ф. (с 1992 по 2001).
16 августа 1996 года вышел Указ Президента Российской Федерации № 1183 об выборах Главы администрации Ульяновской области. На выборах 22 декабря 1996 года был избран Горячев Ю. Ф. с результатом 42,48 %.
24 декабря 2000 года, на выборах Главы администрации Ульяновской области, с результатом 56 % победу одержал генерал Шаманов Владимир Анатольевич.
На выборах в декабре 2004 года победу одержал Сергей Морозов. (В первом туре выборов набрал 27,7 %, во втором — 52,8 %, Баржанова М. В. — 20,6 %, против всех — 25,2 %).
В 2005 году Президент РФ В. В. Путин упразднил должность Глав администрации регионов, а вместо него ввёл должность Губернаторов регионов, которые не выбирались, а назначались Президентом.
20 марта 2006 года Президент России В. Путин внёс кандидатуру С. Морозова на рассмотрение депутатов Законодательного собрания Ульяновской области для наделения его полномочиями Губернатора области. Депутаты ЗСО на внеочередном заседании 28 марта 2006 года утвердили кандидатуру С. Морозова на пост Губернатора области. «За» проголосовало 21 депутат из 27 присутствующих и четверо — «против», два бюллетеня признаны недействительными.
См. статью: Выборы губернатора Ульяновской области (2016)

### Законодательная
Законодательную власть в регионе с 1995 года представляет однопалатный парламент — Законодательное Собрание Ульяновской области. Руководитель — председатель Законодательного собрания. Законодательное Собрание избирается всеобщим народным голосованием раз в 5 лет. Первые два созыва избирались по мажоритарной системе — из 25 округов по одному депутату. Текущий пятый, четвёртый и третий созыв избирались по мажоритарно-списочной системе. Одна половина (18) депутатов по партийным спискам, а другая от 18 округов.
Председатели Законодательного собрания: Рябухин Сергей Николаевич (1.1996 — 6.2001), Зотов Борис Иванович (7.2001 — 2013), Бакаев Анатолий Александрович (14.09.2013 — 2018), Малышев Валерий Васильевич (19.09.2018 — по н.в.).
На выборах 2003 года в Законодательное Собрание третьего созыва (преодолели 5 % барьер) 3 партии и 1 блок:
- Единая Россия — 27,42 %
- Народ за Фролыча — 12,75 %
- КПРФ — 11,25 %
- ЛДПР — 11,1 %
- Против всех — 12,75 %

На выборах 2008 года в Законодательное Собрание прошли (преодолели 7 % барьер) 4 партии:
- Единая Россия — 66,36 %
- КПРФ — 15,95 %
- Справедливая Россия — 7,77 %
- ЛДПР — 7,39 %

По одномандатным округам прошли 14 представителей Единой России и 1 представитель Справедливой России.
На выборах 2013 года в Законодательное Собрание прошли 3 партии:
- Единая Россия —
- КПРФ —
- ЛДПР —

Итого в парламенте:
- 31 депутат от Единой России
- 4 от КПРФ
- 1 от ЛДПР

См. статью: Выборы в Законодательное собрание Ульяновской области (2018)

### Исполнительная
По инициативе Сергея Морозова в июне 2005 года было создано Правительство Ульяновской области.
27 июня 2005 года, по представлению губернатора Сергея Морозова, ЗС области был утверждён Председатель Правительства, им стал Майер, Александр Александрович.
15 мая 2006 года главой правительства области стал губернатор Сергей Морозов. Бывший председатель правительства Майер Александр Александрович назначен советником губернатора на общественных началах.
1 декабря 2016 года Председателем Правительства Ульяновской области назначен Смекалин Александр Александрович. 16 августа 2021 года он покинул пост. Исполняющим обязанности главы кабинета министров стал его первый зам Андрей Тюрин.
12 ноября 2021 года губернатор Алексей Русских назначил председателем правительства Ульяновской области Владимира Разумкова.
11 ноября 2024 года губернатор Ульяновской области сменил главу правительства. Новым премьером поставлен руководитель регионального управления ФАС Геннадий Спирчагов.

### Федеральные выборы в регионе
До 2000 года на федеральных выборах в Ульяновской области неизменно побеждала КПРФ: так в 1995, 1999 годах на парламентских выборах с результатом более 40 % победили коммунисты; в 1996 году в обоих турах президентских выборов одержал победу Геннадий Зюганов. Перелом произошёл в 2000 году: на мартовских президентских выборах в регионе победил Владимир Путин. На выборах в Госдуму 2003, 2007 и 2011 годов победу одержала партия «Единая Россия», на президентских выборах 2008 года победил Дмитрий Медведев. 4 марта 2012 года победителем вновь стал Владимир Путин, набрав 58,18 % голосов избирателей области.

## Экономика

### Промышленность
Основной отраслью специализации является машиностроение, на долю которого приходится 56 % объёма промышленного производства. Представлено авиастроением, приборостроением, станкостроением, автомобилестроением. Важное место в отрасли занимает группа заводов автомобильной промышленности, которые производят около 95 % российских автобусов и немногим более 10 % грузовых автомобилей. Ульяновский автомобильный завод возник в 1941 году на базе эвакуированного московского ЗИЛа. Здесь создана серия автомобилей УАЗ высокой проходимости грузоподъёмностью 0,8 т. Почти 30 % продукции завода идёт на экспорт.
В Ульяновске находится один из крупнейших в Европе авиационных заводов — «Авиастар-СП». Завод специализируется на производстве транспортных самолётов Ил-76МД-90А, пассажирских и грузовых самолётов семейства Ту-204, сервисном обслуживании и глубокой модернизации уникальных тяжёлых транспортных самолётов Ан-124 «Руслан». Область занимает первое место в России по производству гражданских самолётов и пятое — по производству автомобилей. Коэффициент специализации (душевого производства) по выпуску легковых автомобилей — 4,2, оборудование для химической промышленности и сельского хозяйства, авиационные и медицинские приборы(АО «УКБП»), товары народного потребления.
На втором месте по доле промышленного производства области находится пищевая промышленность — 13,7 %. Значительное развитие получило производство сахара, которое сосредоточено на единственном предприятии — АО «Ульяновсксахар». Объём производства сахара составляет около 190 % областной потребности, таким образом почти половина производимой продукции может быть реализована за пределы области. Коэффициент специализации (душевого производства) по производству сахара — 2,7. Также выделяют традиционные, получившие развитие ещё в дореволюционное время и значительно выросшие с тех пор отрасли: мукомольная, крахмалопаточная, маслосыродельная, спиртоводочная.
Значительное развитие получила электроэнергетика — 12,5 %. Мощность электростанций составляет 955,6 тыс. кВт. Количество предприятий в отрасли увеличилось за последние 5 лет в 3 раза и составляет 18.
На базе собственных ресурсов получило развитие производство строительных материалов (6 % от общего объёма промышленного производства). ЗАО «Ульяновскцемент» имеет производственные мощности для выпуска портланд-цемента марки «400» в количестве 2400 тыс. тонн. Введено в эксплуатацию Широковское-II месторождение мела с запасами 20,8 млн тонн. В перспективе освоение крупнейшего в Поволжье месторождения мела «Солдатская Ташла» с промышленными запасами высококачественного сырья 273,5 млн тонн. На базе Инзенского месторождения ООО «Диатомит-Инвест» выпускает различные теплоизоляционные материалы (диатомовый порошок и керамические изделия из него — кирпич, скорлупы, сегменты). Проектная мощность предприятия — 400 тыс. м³ в год. Коэффициент душевого производства по цементу — 2,9, по выпуску кирпича — 1,8. Ташлинское месторождение является крупнейшей в стране централизованной сырьевой базой стекольной промышленности. Высококачественные стекольные пески Ташлинского горнообогатительного комбината (ныне ОАО «Кварц») поставляются крупнейшим стекольным заводам России. С 1985 года действует обогатительная фабрика проектной мощностью 300 тысяч тонн обогащённых песков в год.
В селе Криуши действует старейший судоремонтный завод области — Криушинский судостроительно-судоремонтный завод.
В Ульяновской области представлено производство Международных компаний:
- «SABMiller» — пивоваренный завод
- «Mars» — заводы по производству сухих кормов для домашних животных и кондитерских изделий
- «Henkel Group» — завод по производству сухих строительных смесей
- «Baw-Rus Motor Corporation» — завод по производству коммерческой техники
- Ведётся строительство предприятий компаний Takata (производство автокомпонентов) и Bridgestone (автомобильные шины)[83].
- В ноябре 2011 года подписано соглашение о строительстве станкостроительного завода Gildemeister AG в Ульяновской области[84].

В 2009 году создана АО «Корпорация развития Ульяновской области» — региональный институт развития со 100 % государственного капитала, занимающийся привлечением инвестиций в экономику региона, созданием и развитием индустриальных парков Ульяновской области и сопровождением инвестиционных проектов.

#### Энергетика
По состоянию на начало 2020 года, на территории Ульяновской области эксплуатировались 8 электростанций общей мощностью 1031,6 МВт, в том числе одна АЭС, две ветроэлектростанции, две малые ГЭС и три тепловые электростанции. В 2019 году они произвели 2608,3 млн кВт·ч электроэнергии

### Сельское хозяйство
Ульяновская область — один из важных аграрных регионов России. Численность сельского населения на 1.01.2020 года составляет 297 тысяч человек или 24 % населения области (в 2015 году 322 тысячи человек).
В области разводят крупный рогатый скот мясо-молочного направления. Занимаются птицеводством, свиноводством, овцеводством, кролиководством, рыбоводством. Ведущее место в растениеводстве принадлежит производству технических культур (сахарная свёкла) и картофеля, зерновых (пшеница, ячмень, рожь, овёс) и кормовых (кукуруза, люцерна, подсолнечник) культур. В регионе активно занимаются садоводством и огородничеством.
Объём производства АПК в 2020 году в хозяйствах всех категорий (в сельскохозяйственных организациях / в хозяйствах населения / в КФХ) 52,7 млрд рублей (36,5 / 16,7 / 8,8), в тч растениеводство 36,5 млрд рублей (21,2 / 7,7 / 7,7), животноводство 16,2 млрд рублей (6,0 / 9,0 / 1,2).

#### Растениеводство
В 2014 году в связи со введением санкций и стимулированием отечественного производства местным аграриям была поставлена планка — собрать минимум 1 млн тонн зерна.
На 26 октября 2020 года зерновые и зернобобовые культуры убраны с 640,5 тыс. га или 99 % площади, валовой сбор составил 2 млн 162 тыс. тонн, при средней урожайности 33,8 ц/га. Достигнутая урожайность в 33,8 ц/га — максимальная за всю историю области.
Предыдущий рекорд был поставлен в 2017 году, когда урожайность достигла 27,4 ц/га/ Лидером по показателям урожайности 2020 стал Чердаклинский район — 46,9 ц/га. На втором — Старомайнский район — 45,3, Новомалыклинский с урожайностью в 38,2 центнера на третьем месте. По намолоту зерна бессменным лидером является Мелекесский район. В этом году урожай зерна составил 309,5 тыс. тонн, по урожайности он в семёрке лучших. На обеспечение собственных потребностей регион оставит 800 тыс. т зерна. Остальное будет передано на экспорт.
В 2011 году в Ульяновской области собрано более 1 миллиона 400 тысяч тонн зерна. Это лучший результат за последние 13 лет. Данный объём на 40 % превышает потребности региона.
Впервые в истории, Ульяновская область поставила зерно на мировой рынок. В октябре 2011 года 3 тыс. тонн фуражного ячменя отправлены в Иран по Волге и далее по Каспию.
Также в 2011 году собран рекордный урожай по многим культурам, так согласно статданным агентства АгроФакт «Крестьянские ведомости», было выращено картофеля 282,9 тыс. тонн и овощей 110,2 тыс. тонны, что является лучшим показателем за последние 10 лет.
В том числе:
- в сельхозпредприятиях картофеля произведено 27,5 тыс. тонн — это высший показатель с 1993 года;
- овощей в сельхозпредприятиях произведено 21,4 тыс. тонн, это лучший результат с 1999 года;

Общий объём производства овощей открытого и закрытого грунта составил 120,7 тыс. тонн, что обеспечивает потребность населения области на 95 %, тогда как в предыдущие годы обеспеченность составляла всего 65-70 %.
По итогам 2011 года произведено продукции растениеводства на сумму 20 млрд 124,3 млн рублей.
Для сравнения: в 2009 году было 9 млрд 582,2 млн рублей, в 2010 году — 4 млрд 578,6 млн рублей.
Рост производства продукции растениеводства составил 293,2 % (по России — 147,2 %, по ПФО — 221,4 %).
| тыс. гектар | 1869 | 1643,8 | 1567,4 | 1127,7 | 769,6 | 950,2 | 1010,2 |

#### Животноводство
На 1 января 2021 года поголовье крупного рогатого скота в хозяйствах всех категорий составило 120,3 тыс. голов, в том числе коров — 46,7 тыс. голов, свиней — 212,7 тыс. голов, овец и коз — 81 тыс. голов, птицы — 1186 тыс. голов.
В 2020 году произведено скота и птицы на убой в живом весе — 67 тыс. тонн, валовой надой молока — 227 тыс. тонн, получено яиц — 193 млн штук.
Одним из приоритетных направлений в отрасли животноводства для региона является развитие рыбоводства. Общий объём производства товарной рыбы в 2020 году 197 тонн, что составляет 107 % к 2019 году.
Надой молока в расчёте на одну корову молочного стада в сельхозорганизациях за 2020 год составил 6180 кг (+7,9 %), в советский период максимальный надой составлял 2796 кг. Предполагается, что надой в 2021 году составит не менее 6500 кг. За последние три года хозяйствами области приобретено порядка 3500 голов племенного КРС высокого генетического потенциала продуктивности, в том числе 1534 головы — импортной селекции.

### Транспорт
Ульяновская область является крупным транспортным узлом. Через регион проходят важные авиационные, железнодорожные и автомобильные коммуникации.

#### Авиационный
Через область проходят международные воздушные пути, соединяющие Поволжье с Европой, Средней Азией, Ближним Востоком и Китаем. Ульяновск является единственным городом в Приволжском федеральном округе, на территории которого расположены два аэропорта класса «А»: «Ульяновск-Центральный» и международный аэропорт «Ульяновск-Восточный», оснащённые современным радиоэлектронным навигационным оборудованием, позволяющим принимать воздушные суда всех типов без ограничений взлётной массы, в том числе Ан-124 «Руслан» и «Боинг-747». Кроме того, международный аэропорт «Ульяновск-Восточный» обладает уникальной взлётно-посадочной полосой длиной 5100 м и шириной 105 м, способной принимать космические челноки. В 2014 году аэропорту имени Карамзина (бывш. Ульяновск-Центральный) присвоен статус международного, тем самым Ульяновск стал вторым городом в России, после Москвы, имеющим 2 международных аэропорта.
Крупнейшими авиакомпаниями, осуществляющими перевозку пассажиров и грузов в Ульяновской области, являются ЗАО «Авиакомпания Волга-Днепр» и авиакомпания «Полёт».
Уже дважды в регионе проходил Международный Авиационный Транспортный Форум, который уже успел стать влиятельной площадкой профессионального обсуждения современных проблем авиации. Также, в ходе МАТФ2012 и МАТФ2014 было заключено большое количество инвестиционных соглашений между регионом и крупными компаниями.

#### Автомобильный
Протяжённость автомобильных дорог федерального и регионального значения составляет 4904,5 км, из них федеральных автомобильных дорог — 431,7 км, региональных — 4472,8 км. Протяжённость автомобильных дорог с асфальтобетонным покрытием составляет 4416,3 км.
Первая очередь самого большого в Российской Федерации мостового перехода через Волгу в г. Ульяновске открыта 24 ноября 2009 года. Новый мостовой переход стал частью проекта «Волжский транзит» — альтернативой трассе, соединяющей европейскую часть России с Уралом, Сибирью и Дальним Востоком, что позволит разгрузить существующие федеральные дороги.
Южную часть области пересекает участок федеральной трассы М5 «Урал».

#### Железнодорожный
Железнодорожные перевозки на территории региона осуществляет Ульяновское отделение Куйбышевской железной дороги — филиал ОАО «РЖД».

#### Водный
Ульяновский речной порт расположен на обоих берегах Волги. Деятельность в речном порту осуществляет ОАО «Ульяновский речной порт», имеющее лицензии на перевозки грузов и пассажиров внутренним водным транспортом, погрузочно-разгрузочную деятельность.
В селе Криуши существует судостроительный завод и действует судоходная компания ООО ПЭФ «Волгаремфлот», занимающаяся грузоперевозками.
Наличие развитой транспортной сети, а также реализация таких крупных проектов, как новый мостовой переход и связанный с ним «Волжский транзит», делают регион привлекательным для активизации бизнеса в сфере логистики. Ещё большую привлекательность для международных логистических компаний имеет создаваемая портовая особая экономическая зона, имеющая льготный налоговый и таможенный режимы. На её территории будут сосредоточены складские комплексы, сборочные и авиаремонтные производства.
В 2013 году речной порт был огорожен металлическим забором и стал похож на частную пристань.

### Креативные индустрии
Губернатором С. И. Морозовым инициировано создание в области кластера креативных индустрий. Основную работу по созданию кластера ведёт Фонд «Ульяновск — культурная столица». Пилотным проектом кластера стало открытие Культурного-бизнес инкубатора «Квартал» (Квартал) — первого в России.

## Образование
В 2017 году в области действовало 3 университета, сельскохозяйственная академия и институт гражданской авиации, было открыто 7 филиалов московских и ульяновских вузов.

## Культура
См. статью: Культура Ульяновска
См. статью: Списки объектов культурного наследия Ульяновской области —
- Волжский путь — фестиваль исторической реконструкции, ежегодно проходящий в Ульяновской области.
- В 1994 году в Ульяновске и Димитровграде прошла III-я Всероссийская олимпиада школьников по географии.
- С 2009 года в области проходят Симпозиумы скульпторов России[98].
- С 1 по 6 августа 2023 года на базе отдыха «Славянское Подворье» (с. Кремёнки) прошёл III Международный молодёжный лагерь БРИКС, в котором приняли участие гости из всех пяти стран[99].

### Памятники области
См. статью: Категория:Памятники Ульяновской области и Памятники Ульяновска.
- Памятник Денису Давыдову (Верхняя Маза)
- Памятник Александру II (Белый Ключ)
- Памятник купцу Маркову
- Памятник Б. М. Хитрово в Карсуне

## Религия
См. статью: Религия в Ульяновске и Димитровград / Религия.
Церкви Ульяновской области входят в Симбирскую митрополию, которая делится на: Симбирскую епархию, Барышскую епархию, Мелекесскую епархию.
- Свято-Троицкий собор в Барыше — кафедральный собор Барышской епархии;
- Спасо-Преображенский собор в Димитровграде — кафедральный собор Мелекесской епархии;
- Спасо-Вознесенский собор в Ульяновске — кафедральный собор Симбирской митрополии и епархии;
- Храм Космы и Дамиана с. Кокрять;
- Староверы Древлеправославной поморской церкви (д. Кувшиновка)[101]

Кроме этого, на территории области находятся множество Святых источников, родников и купелей.
Мусульманские мечети:
- Димитровградская мечеть
- Уразовская мечеть

## Спорт
В области широко развит спорт. Во многих городах и сёлах области есть современные спортивные здания и сооружения.
Cм. статьи: Спорт в Ульяновске, Димитровград / Спорт /, Барыш / Спорт /, Мулловка / Спорт /.
В области имеются клубы: Лада (футбольный клуб, Димитровград), Черемшан (клуб по хоккею с мячом), Текстильщик (футбольный клуб, Ишеевка) и другие.
На спортивных объектах области проходили такие соревнования:
- С 1947 года в области проводятся Кубок Ульяновской области по футболу;
- С 1963 года в области проходят Чемпионаты Ульяновской области по футболу;
- С 1972 года в Арском (Ульяновская область) ежегодно проходят соревнования по автокроссу, с 2006 года — этап Чемпионата России, "Большой приз ОАО «УАЗ»[105];
- 1 июля 1980 года на стадионе Рязановского совхоза-техникума начались Первые малые сельские Олимпийские игры[106];
- С 2011 года в области проходят этапы Чемпионата и Кубка по ралли-рейдам[107];
- В 2016 году в Ульяновске и Димитровграде прошёл XXXVI Чемпионат мира по хоккею с мячом[108];
- 13-17 сентября 2019 года в Ульяновске, Димитровграде и Арском прошёл I Всемирный фестиваль боевых искусств ТАФИСА[109].

Честь страны в разные годы защищали спортсмены области:
- Захаревич Юрий Иванович — олимпийский чемпион, тяжелоатлет;
- Константинов Виталий Викторович — олимпийский чемпион, классическая борьба;
- Крылов Владимир Валентинович — олимпийский чемпион, легкоатлет;
- Науменков Виктор Павлович — заслуженный тренер СССР по тяжёлой атлетике;
- Судаков Евгений Борисович — бокс;
- Казаков Сергей Николаевич — бокс;
- Гришин Альфред Владимирович — тренер по боксу;
- Данилов Валерий Александрович — тренер;
- Солуянова Светлана Юрьевна — бокс;
- Донец Станислав Юрьевич — плавание;
- Русанов Василий Михайлович — биатлонист;
- Частина Надежда Викторовна — биатлон;
- Тражукова Инна Вячеславовна — вольная борьба;
- Дубова Надежда Валерьевна — биатлон;
- Аминев Евгений Алексеевич — заслуженный тренер России по самбо;
- Чебуркин Иван Николаевич — легкоатлет;
- Потапов Николай Фёдорович — заслуженный тренер РСФСР по тяжёлой атлетике;
- Марусин Сергей Викторович — футбольный тренер, Украина;
- Дмитриева Ольга Николаевна — летний биатлон;
- Абрамова Ольга Валерьевна — биатлонистка;
- Бреднев Александр Анатольевич — легкоатлет;
- Плисов Олег Викторович — чемпион мира по самбо[110];
- Плисова Лилия — чемпионка мира по самбо[111]

## Известные люди
- Родившиеся в Ульяновской области
- Умершие в Ульяновской области
- Герои Социалистического Труда Ульяновской области
- Категория: Персоналии: Ульяновская область
- Почётные граждане Ульяновской области занесённые в Золотую книгу Почёта Ульяновской области[112][113]
- Почётные граждане Ульяновской области[114][115]

## Область в филателии
Основная статья: Ульяновская область в филателии
См. также: Ульяновск в филателии

## Область в фильмах
- В 1931 году, в окрестностях села Паньшино был снят фильм «Ледолом» режиссёром Борисом Барнетом, по книге К. Я. Горбунова (1903—1986) — советский писатель, родился и жил в этом селе[116].
- Летом 1941 года, на территории дома отдыха имени Воровского, рядом с селом Старым Белым Яром, был снят первый на территории современной Ульяновской области художественный фильм — 53-минутное продолжение картины «Тимур и его команда» под названием «Клятва Тимура»[117].
- В июле 2017 года кинокомпания «Гамма-продакшн» работала над новым сезоном сериала «Морские дьяволы» по заказу НТВ. Площадками для съёмок стали международный аэропорт имени Карамзина в Баратаевке, Президентский мост, территория 31-й Отдельной гвардейской десантно-штурмовой бригады, Сенгилеевские меловые горы. В сериале, который вышел на экраны в сентябре 2018-го, сыграли актёры Олег Чернов, Антон Гуляев и Дарья Юргенс. Кроме того, 60 ульяновцев участвовали в эпизодах и в массовке[118].
- С 10 февраля 2018 года в Ульяновской области кинокомпания «Воронцово поле» приступила к съёмкам полнометражного художественного фильма «Дикие предки». Съёмки проходили на тереньгульской трассе, на станции Охотничья с участием каскадёров на УАЗах[118].
- С сентября по октябрь 2018 года в Ульяновске и его окрестностях снимала команда студии «Энерджи фильм» криминальную мелодраму «Выстрел в спину». Эпизодические роли сыграли около 20 ульяновцев. Детективную линию снимали на базе отдыха «Архангельская слобода» (с. Архангельское). Финальная сцена погони — проходила у ветряков близ села Красный Яр Чердаклинского района. Премьера фильма на ТВЦ состоялась 14 декабря 2018 года[118].
- С 13 по 16 декабря 2021 года на канале «НТВ» шёл показ 12 серийного т/с «Пять минут тишины. Симбирские морозы», эпизоды которого снимались в Ульяновске и его окрестностях. Первая серия фильма была снята в селе Тушна[118].
- На «Пятом канале» шёл показ 2 серийного т/с «Великолепная пятерка. Ульяновск», эпизоды которого снимались в Ульяновске.
- В 2012 году в селе Успенское был снят фильм «Русь от заката до рассвета» («Русы»)[119][120].
- В 2023 году съёмочная группа фильма «Княжна Тараканова: триумфы и трагедия» выезжала в село Румянцево, чтобы снять место рождения и погребения бывшего пензенского губернатора Селиверстова Николая Дмитриевича[121][122].